# گرگینی
گرگینی (به بلغاری: Gergini) یک منطقهٔ مسکونی در بلغارستان است که در شهرستان گابروو واقع شده‌است.